# ASV Cindrof
ASV Cindrof, odnosno "nogometni klub Cindrof" je nogometni klub iz Austrije, iz Cindrofa.
Klub je oko kojeg se okupljaju gradišćanski Hrvati, hrvatska manjina u Austriji.

## Klupski uspjesi
- Hrvatski nogometni kup (Gradišće):

- prvaci: 2002., 2018.
- doprvaci:

- gradišćanska liga:
- gradišćansko prvenstvo u malom nogometu: